# Borbala Biro
Borbala Biro Pacsutane (* 13. Februar 1957 in Debrecen) ist eine ungarische Biologin und Agrarwissenschaftlerin, habilitierte  Doktorin der Ungarischen Akademie der Wissenschaften und Hochschullehrerin für Biowissenschaften an der Szent-István-Universität in Gödöllö. Im Rahmen von zahlreichen internationalen Forschungsprogrammen zur naturnahen Landwirtschaft ist sie im Biofectorprojekt mit der Universität Hohenheim verbunden.

## Leben und Wirken
Der Grundschule 1964–1972 in Szabolcs Szatmar (Komitat Szabolcs-Szatmár-Bereg) folgte 1972–1975 das Gymnasium und die Berufsschule in Kisvárda. Von 1975 bis 1980 studierte Biro an der  Universität Kossuth Lajos, Fakultät für Naturwissenschaften mit Abschluss als Biologe insbesondere der terrestrischen Ökologie (M.Sc, Debrecen; MSc. 221/1980). Es folgten die Promotion zum  Dr. phil.  1983, Kandidat der Biowissenschaften (C.Sc.) 1989, PhD C.Sc. 1997, Gödöllő, Habilitation zum Dr. habil. mit Venia Legendi  für Pflanzenbau- und Gartenbauwissenschaften am Institut für Pflanzenbau der Westungarischen Universität in Mosonmagyaróvár (gem. Nr. 49/2003) und  Doktor der Ungarischen Akademie der Wissenschaften (D.Sc.) - Budapest 2006.
Borbala Biro ist mit János Pacsuta verheiratet, beide haben zusammen drei Kinder.
Studienreisen führten an
- Institut der Akademie für Agrarforschung (Erevan);
- Tropenforschungsinstitut (INIFAT, Habana, Kuba);
- Leuwen University (Hewerlee, Belgien);
- Agrarforschungsinstitut (St. Petersburg, Russland);
- Agrarforschungsstation (Rothamsted, Großbritannien);
- Wye College der University of London (Postdoctoral Fellow, Royal Society, Großbritannien);
- Institut für Bodenkunde der Universität Uppsala;
- Institut für Pflanzenphysiologie, Biotechnologie, Universität Genua;
- CSIC Zaidini Experimental Station, Granada, Spanien; mehrmals bis 2005.
- Institut für Bodenmikrobiologie der Cukurova Universität, Adana, Türkei
- Institut für mikrobielle Interaktionsforschung an Pflanzen, Saratow.

## Wissenschaftliche Arbeiten (Auswahl)
- Fungizide und antibiotische Empfindlichkeit von Coronilla Rhizobium-Stämmen (OTDK 14. Preis); (1976)
- Xenobiotische Anfälligkeit und antagonistische Eigenschaften von Kartoffel-Rhizosphären-Bakterien (Dean’s Award-KLTE, Debrecen) (1980).
- Pestizanfälligkeit von Coronilla Rhizobium- und Pseudomonas rhizobacterium-Stämmen (KLTE, TTK, Debrecen, 1980).
- Bewertung der Wechselwirkungen zwischen Coronilla Rhizobium und Pseudomonas Rhizobacteria (MTA TMB-Budapest, GATE-Gödöllő, 1988)
- Mikrobiologische Instrumente zur Erhaltung, Indikation und Wiederherstellung des Umweltzustands im Pflanzen-Boden-System - Rhizobiologie, Rhizoökologie, Rhizotechnologie (MTA, Budapest, 2006)
- COST-Aktion 8.21 - Rolle von AM-Pilzen in der nachhaltigen Landwirtschaft - Mitglied des Verwaltungsrats (M.C.)
- COST 8.30 Uhr - Mikrobielle Inokula in Landwirtschaft und Umwelt - M.C. Mitglied
- COST 838 - Management von AM-Pilzen zur Verbesserung der Bodenqualität und Pflanzengesundheit in der Landwirtschaft - M.C. Mitglied
- Mitglied im BIOFECTOR Projekt der Universität Hohenheim gefördert von der Europäischen Union

## Mitgliedschaften (Auswahl)
- MOTESZ, Mitglied der Ungarischen Gesellschaft für Mikrobiologie,
- Ungarische Landwirtschaftsgesellschaft (MAE), Bodenkundliche Gesellschaft,
- Department of Biological Sciences, Ungarische Akademie der Wissenschaften, General Committee on Microbiology,
- Wissenschaftlicher Rat des Komitats Szabolcs MTA Szatmár Bereg,
- Fördermitglied des Ökumenischen Rates der Ungarischen Professoren (MPV); Mitglied des Allgemeinen Mikrobiologischen Arbeitsausschusses der HAS; ein Mitglied der Symbiosis Society,
- Gründungsmitglied der Szabolcs Szatmár Bereg County Friendship Society unter der Schirmherrschaft des MPV; Vorsitzender der Sektion Bodenbiologie der MAE Soil Science Society
- Gründungsmitglied der European Geosciences Union (EGU); Mitglied der European Federation of Biotechnology (EFB); Mitglied der Ungarischen Mykologischen Gesellschaft
- Mitglied der Gesellschaft für Umwelttoxikologie und -chemie (SETAC); Mitglied von COST 859 - Phytotechnologies for Safe Food Production - MC
- Mitglied der Ungarischen Pflanzenphysiologischen Gesellschaft, Acta Agronom. Scandinavica B: Plant und Soi, Eds. Biz. Mitglied

## Ehrungen (Auswahl)
- 1979: MOTESZ MMT - „BESTER JUGENDFORSCHER“
- 1980: XV. OTDK - KLÉTE DÉKÁNY JONAL, Debrecen
- 1982: „GREAT EMPLOYEE“ - Wettbewerbsbewegung der sozialistischen Unternehmensbrigaden, Kisvárda
- 1987: MTA TMB - Award für „Outstanding Aspirant Work“.
- 1993: ACCORD CONFERENCE ATTENDANCE

## Publikationen (Auswahl)
- Publikationsliste:[8][9]
  - Hauptfachjournals:
- Agrochemie und Bodenkunde, Acta Óváriensis, Veröffentlichungen des Dunaújváros College, Ceral Research Communication,
- Angewandte Bodenökologie, Mikrobielle Ökologie, International J. Waste Management, Acta Agronomica Scandinavica, Sektion B: Pflanzen und Boden, Umwelt. Umweltverschmutzung Toxikologie Chemie.